# Wild River (Koyukuk River)
Der Wild River ist ein 107 km langer rechter Nebenfluss des Koyukuk River im Interior des US-Bundesstaats Alaska.

## Flusslauf
Der Wild River bildet den Abfluss des 342 m hoch gelegenen Sees Wild Lake in den Endicott Mountains, ein Teilgebirge der Brookskette. Der 9 km² große See liegt 75 km südlich der Siedlung Anaktuvuk Pass und wird u. a. von dem 18 km langen Tobin Creek gespeist. Der Wild River fließt in südlicher Richtung durch das Gebirge. Dabei fließen ihm als größere Nebenflüsse der Flat Creek und der Michigan Creek von links zu. Der Wild River erreicht im Unterlauf eine Niederung, in der sich mehrere Seen unweit seines linken Flussufers befinden. Der Wild River mündet schließlich 4 km nordöstlich von Bettles auf einer Höhe von 192 m in den nach Südwesten strömenden Koyukuk River.

## Einzugsgebiet
Der Wild River entwässert ein etwa 1405 km² großes Areal. Das Einzugsgebiet grenzt im Westen an das des John River sowie im Osten an das des North Fork Koyukuk River.

## Name
Der Flussname, der 1887 von Lieutenant Allen erfragt und 1899 von F. C. Schrader, U.S. Geological Survey (USGS), gemeldet wurde, scheint eine Übersetzung eines indianischen Wortes der Koyukon zu sein, das oftmals „Totsenbetna“ geschrieben wurde.